# كارلوس ريفيرا فلوريس
كارلوس ريفيرا فلوريس (بالإسبانية: Carlos Rivera Flores)‏ (11 فبراير 1989 في المكسيك - ) هو لاعب كرة قدم مكسيكي في مركز الوسط. لعب مع نادي بويبلا.

## وصلات خارجية
- كارلوس ريفيرا فلوريس على موقع قاعدة بيانات كرة القدم.إي يو (الإنجليزية)